# El tren fantasma (película de 1926)
El tren fantasma es una de las primeras películas del género de acción mexicana de 1926 dirigida por Gabriel García Moreno y protagonizada por Carlos Villatoro y Clarita Ibáñez. Filmada en la ciudad de Orizaba, Veracruz; la película trata sobre una rivalidad amorosa y las fechorías que cometen unos salteadores de trenes que tienen asolada a la región.
La película se mantuvo perdida por varios años, hasta que logró ser restaurada por historiadores de la Cineteca Nacional en el año 2002.

## Argumento
La película inicia con el arribo a Orizaba del Ingeniero Adolfo Mariel (interpretado por Carlos Villatoro), quién llega para investigar los robos recientes. Ahí Adolfo se enamora de la joven Elena del Bosque (que es personificada por Clarita Ibánez) y quién es hija de Don Tomas quién es despachador de los trenes. Otro pretendiente de Elena es Paco Mendoza (Manolo de los Ríos) que resulta ser El rubí, el líder de la banda de asaltantes. Como Adolfo corteja a Elena, Paco intenta todo para conquistar a Elena incluso participar en una corrida de toros en donde resulta lastimado. Frustrado, El Rubí finge rescatar a Elena de un secuestro simulado por los mismos miembros de su banda. Con la ayuda de "el chango" (interpretado por el niño Guillermo Pacheco) y de Carmela (Angelita Ibáñez) Adolfo descubre la verdadera identidad de Paco, lo que obliga a Paco a llevarse por la fuerza a Elena y escapar en uno de los trenes. La película continúa con una emocionante persecución en donde Adolfo rescata a Elena. Al final, sin que El Rubí lo sepa, los miembros de la banda plantan dinamita con la intención de descarrillar el tren en el que viajan Adolfo y Elena, sin embargo Paco los salva, pero al hacerlo pierde la vida.

## Reparto
- Carlos Villatoro como Ingeniero Adolfo Mariel.
- Clarita Ibáñez como Elena del Bosque.
- Manuel de los Ríos como Paco Mendoza El Rubí.
- Tomás del Bosque como anciano.
- Rafael Ariza como Boca Chula.
- Angelita Ibáñez como Carmela.
- niño Guillermo Pacheco como El Chango.
- Sr. Carrera como Cajero de la Moctezuma.
- Manuel Oropeza, Carlos Sánchez A., Enrique Rivadeneyra, Neto Rodríguez Pasquel y Sr. Sánchez Tello como Bandidos.

## Producción
El tren fantasma fue el segundo largometraje de Gabriel García Moreno, realizado por la compañía productora Centro Cultural Cinematográfico con sede en Orizaba. Para poder realizar esta película, García Moreno obtuvo una concesión por parte de Ferrocarriles Nacionales, para filmar en el recién inaugurado tren eléctrico que llevaba al ferrocarril mexicano desde Esperanza, Puebla, por las Cumbres de Maltrata hasta Orizaba. En la película se pueden apreciar los paisajes del recorrido del ferrocarril por aquella región. También se incluyen escenas documentales de la plaza de toros de Orizaba y una breve faena del torero Juan Silveti. La película se exhibió solamente en la ciudad de Orizaba, en el puerto de Veracruz, en la Ciudad de México y en Corona, California en los Estados Unidos.
En la Cineteca Nacional se ha presentado y musicalizado en vivo.  

## Crítica
En las escenas de acción, García Moreno demuestra un buen dominio del lenguaje cinematográfico y una temprana muestra de la adaptación del cine de aventuras estadounidense asimilado al cine mexicano.

## Restauración
Al declararse en quiebra el Centro Cultural Cinematográfico, García Moreno dejó las películas El tren fantasma y El puño de hierro en manos del tesorero de la empresa William Mayer, quien las conservó y a finales de la década de los sesenta, sus familiares las entregaron al historiador Aurelio de los Reyes quien las depositó en la Filmoteca de la UNAM. En las latas se encontraron cinco rollos con soporte de nitrato de celulosa que contenían una secuencia perdida cuando el señor Mayer intentó reproducir la cinta y ésta empezó a incendiarse. Para la restauración de esa secuencia se utilizaron diversas imágenes tomadas de varias fuentes y de la misma película. Tampoco existen los créditos originales de la película siendo tomado lo que se conoce del Archivo General de la Nación. Para crear una secuencia de títulos y créditos se utilizó una tipografía similar a la utilizada en el cartel de publicidad de la película.